# Maison personnelle de l'architecte Adrien Blomme
 (juin 2019).
Pour les articles homonymes, voir Adrien Blomme.
La maison personnelle d'Adrien Blomme (devenue aujourd'hui l'ambassade de Suède) est un édifice éclectique situé à Ixelles, en région bruxelloise, en Belgique. L'édifice est constitué de l'habitation personnelle de l'architecte ainsi que de son atelier.

## Historique
En 1913, Adrien Blomme alors âgé de 35 ans, devient propriétaire du 13 rue du Bourgmestre à Ixelles. Initialement nommée du même nom, elle est rebaptisée avenue Géo Bernier le 8 août 1922, par les autorités communales en l’honneur du peintre Georges Bernier, mort à Ixelles en 1918. L’artiste, était spécialisé dans la peinture animalière, notamment connu pour ses portraits équestre. En 1893, il est à l’origine, avec d’autres confrères, de la création du cercle Le Sillon. L’avenue reprend en partie, un ancien chemin qui remonte au XIIIe siècle. Il allait de la rue du Monastère et aboutissait rue du Cygne (actuellement avenue Émile de Beco) en traversant la chaussée de Boondael. Dans la première moitié du XIXe siècle, le chemin était divisé en deux, entre la rue du Monastère et la chaussée de Boondael, il portait le nom de Roodensteen et au-delà, Zavelstraat, qui est l’actuelle rue Gustave Biot.
À cette époque, le quartier de La Cambre connaît un renouveau et vient tout juste d’être urbanisé à l’occasion de l’Exposition universelle de 1910. Plus précisément, L’avenue est composée de bâtisses à caractère bourgeois remarquables pour leurs qualités architecturales. Construites entre 1913 et 1929 pour une classe aisée, les immeubles sont caractéristiques des mouvements en vogue à cette époque : Art déco, Beaux-Arts et dans une moindre mesure éclectique. On épinglera quelques réalisations particulièrement remarquables comme notre objet d’étude, la maison personnelle de l’architecte Adrien Blomme, situé au no 13. Il construit également une habitation au no 7, là aussi de style éclectique, ainsi que son premier immeuble à appartement en 1928, à hauteur du carrefour avec l’avenue de l’Hippodrome au no 1 de style Art déco. En face, se tient un autre immeuble construit un an plus tard par l’architecte René Théry.
La demande de bâtir est introduite le 29 mai 1913, mais les travaux vont être retardés, ainsi que plusieurs autres projets à cause de la Première Guerre mondiale et le départ d’Adrien Blomme au Front, puis à Londres. Durant ces événements internationaux, sa famille vit encore rue Américaine à Ixelles. Lorsqu'Adrien Blomme est à Londres, sa femme Lucienne Boels, aime régulièrement amener les enfants Blomme, pour montrer la nouvelle maison. Elle relate ces visites par courrier à son mari : « (…) J’ai été rue du Bourgmestre avec les deux petits. Il y fait bien joli, bien que cela sente l’abandon. La maison ne me semble pas avoir souffert de l’hiver. Quant au jardin, il est fleuri et riant. Nous y avons cueilli de ravissantes roses thé et roses blanches aux cœurs jaunes. Les fougères sont très vivaces autour de la vasque (…) » courrier du 15 juin 1915.
Il s’agit de la seconde habitation de la famille Blomme, elle comprend d’ailleurs le cabinet d’architecture, qui se trouvait au fond du jardin. Le jeune architecte accorde une attention particulière dans la réalisation de cette maison, comme on peut le voir avec le porche d’entrée. Ce soin, on le retrouvera dès lors dans ses réalisations futures. La façade s’inscrit dans un style architectural éclectique d’inspiration néo-Renaissance. De nos jours, la maison et l’atelier connaissent une seconde vie depuis plusieurs décennies, et sont occupés par l’ambassade de Suède.

## Descriptif de la façade
Au premier abord, c’est une large maison bourgeoise de style éclectique néo-Renaissance enserrée entre deux mitoyens. L’habitation se compose d’un rez-de-chaussée surplombé de deux étages sous toiture mansardée. Au no 13a se trouve l’entrée de l’habitation et au no 13, celle de l’atelier. La maison personnelle de l’architecte se distingue par sa masse volumineuse et sa largeur contrairement aux façades bruxelloises classiques, qui traditionnellement ne dépassent pas six mètres de large. Conformément à la convention signée entre la Société de l’Avenue Louise et la commune d’Ixelles en 1873, la maison est clôturée sur toute sa largeur, par une grille artistique métallique à croisillons peinte en noir. Le portail repose sur un soubassement en maçonnerie rejointoyée. De plus, un retrait de 8 mètres devant chacune des façades est imposé afin d’installer des jardinets, participant à la conception paysagère et pittoresque des étangs.
La façade se compose de sept travées régulières, se développant sur trois parties verticales : la partie centrale en saillie forme un porche au rez-de-chaussée et deux parties adjacentes légèrement en retrait de soixante centimètres. On remarque la présence d’un soubassement au rez-de-chaussée recouvert d’un bossage rustique d’influence italienne en grès ferrugineux, qui est une pierre de couleur brune. C’est le cas aussi des deux colonnes qui soutiennent le porche d’entrée. Les joints entre le grès sont laissés libres entre les pierres, permettant de laisser apparaitre les briques rouges sous-jacentes. Dans l’axe, se trouve l’entrée munie d’une porte en bois foncé sculpté et de part et d’autre une grande fenêtre. Les trois ouvertures sont munies de ferronnerie noire et les baies à châssis blanc sont flanquées d’une courte allège en pierre bleue. Le tout précédé de trois marches en pierre. Sur les côtés disposées en retrait, on retrouve à gauche deux petites ouvertures à châssis blanc agrémentées de ferronnerie peinte en noir et d’une fine allège en pierre bleue surmontée d’un arc surbaissé. À droite, on[style à revoir] retrouve une fenêtre à arc surbaissé occupant les deux tiers de l’étage, elle aussi accompagnée de ferronnerie peinte en noir, d’une allège en pierre bleue et de châssis de couleur blanche. Une entrée de service occupe la dernière travée de droite. La porte en bois foncé sculpté est surplombée d’un arc surbaissé et comprend quatre fenêtres : deux grandes ouvertures protégées par des ferronneries noires et deux autres ouvertures, plus petites de moitié situées en hauteur. À gauche, au niveau du sous-sol, une porte de garage occupe toute la travée de gauche dominée par un arc surbaissé.
Le passage du rez-de-chaussée au premier étage se distingue par un bandeau horizontal en pierre bleue, continu sur toute la largeur. Au premier étage, les parties positionnées sur les extrémités sont couvertes d’un parement de briques jaunes et rehaussées d’éléments en pierre bleue. Des deux côtés de la partie centrale, nous retrouvons[style à revoir] exactement la même organisation, deux grandes fenêtres à meneaux accolées à arc surbaissé, muni d’un cadre et d’une allège toujours en pierre bleue. La travée centrale est recouverte du même bossage en grès ferrugineux qu’au rez-de-chaussée et trois grandes fenêtres occupant les deux tiers de la hauteur en façade, dont celle du milieu, plus large que les autres. La aussi, la composition est soulignée de détails en pierre bleue, qui participent à la dynamique de la façade et casse la couleur jaune prédominante, des briques et du grès.
Comme entre l’étage de plain-pied et le premier, le passage entre les deux étages est souligné par un bandeau horizontal en pierre bleue décoré de corbeaux de forme carrée, mais cette fois-ci, la présence de cette bande est discontinue et se retrouve seulement sur les parties en retrait et non sur l’avant-corps, on[style à revoir] trouve le même détail horizontal plus haut constitué de la même matière. La composition des ailes du second étage est identique à l’étage du dessous : parement en briques jaunes, deux fenêtres à meneaux accolés de chaque côté avec un cadre et des détails en pierre bleue. Au centre du dernier étage, une loggia en bois sculpté et peinte en blanc, d’inspiration Arts & Crafts remplace les trois travées centrales. Elle accueille deux larges portes-fenêtres à meneaux avec des châssis blancs. Ce retrait est fermé par un garde-corps métallique à croisillons noir et couronnée d’un fronton triangulaire percé d’un oculus circulaire. La loggia en plus du changement de bossage marque le passage entre l’étage noble au premier niveau et l’étage contenant les appartements familiaux. Cet élément architectural donne un côté élancé, prestigieux et remarquable à cette étage et en général à l’ensemble de la façade.[Interprétation personnelle ?]
Enfin[style à revoir], cet ensemble est surmonté d’une toiture mansardée à la française en ardoise. L’entablement de la toiture est décoré par la présence de corbeaux sur toute sa longueur, ce détail se retrouve notamment à l’intérieur du fronton. Les combles sont éclairés à l’aide de deux petites lucarnes à meneaux situées l’une à gauche et l’autre à droite, là aussi nous[style à revoir] retrouvons des corbeaux au-dessus des deux ouvertures au commencement du terrasson.

## Aboutissement
En 1997, la maison familiale et l’atelier sont sauvegardés par la Commission Royale des Monuments et des Sites de la Région de Bruxelles-Capitale, C.R.M.S., qui la décrit comme une : « (…) Maison dont l’architecture puise à diverses sources (…) : un soubassement à bossage rustique d’influence italienne, une loggia d’inspiration Arts & Crafts, une toiture à la française… » Adrien Blomme, accorde la même importance au plan et à la devanture d’un bâtiment, il déclarait : « L’architecture est devenue fonctionnelle. La façade n’est plus que le reflet du plan, traité de manière rationnelle ». Ici, la façade dénote une certaine rigueur et une grande délicatesse, dans la forme et dans les matériaux choisis : que ce soit avec son système d’entrée accompagné d’un porche d’entrée ou encore avec la loggia du deuxième étage, qui éclairant cet ultime étage, donne un sentiment d’ouverture, un caractère remarquable et particulier à la demeure.
En comparant cette maison avec les différentes réalisations d’Adrien Blomme, comme le cinéma Métropole de style Art déco, la gare de Bruxelles-Midi de style moderniste, la brasserie Wielemans-Ceuppens, ou encore sa dernière maison avenue Franklin Roosevelt, de style moderniste, et qui maintenant accueille le rectorat de L’Université Libre de Bruxelles, on reste un peu surpris par cette diversité de production architecturale. Cela s’explique naturellement, Adrien Blomme est un amoureux d’architecture et il est séduit par la plupart des expressions architecturales de son époque Adrien Blomme donne du style, sans parti-pris, à qui lui en commande et de la modernité à qui le désire. C’est d’ailleurs à cause de cela qu’il se mettra à dos une partie de la profession, ils ne lui pardonneront jamais et jusqu’à la fin de sa vie, le considèrent comme un mercenaire de l’architecture.[réf. nécessaire]

### Photos

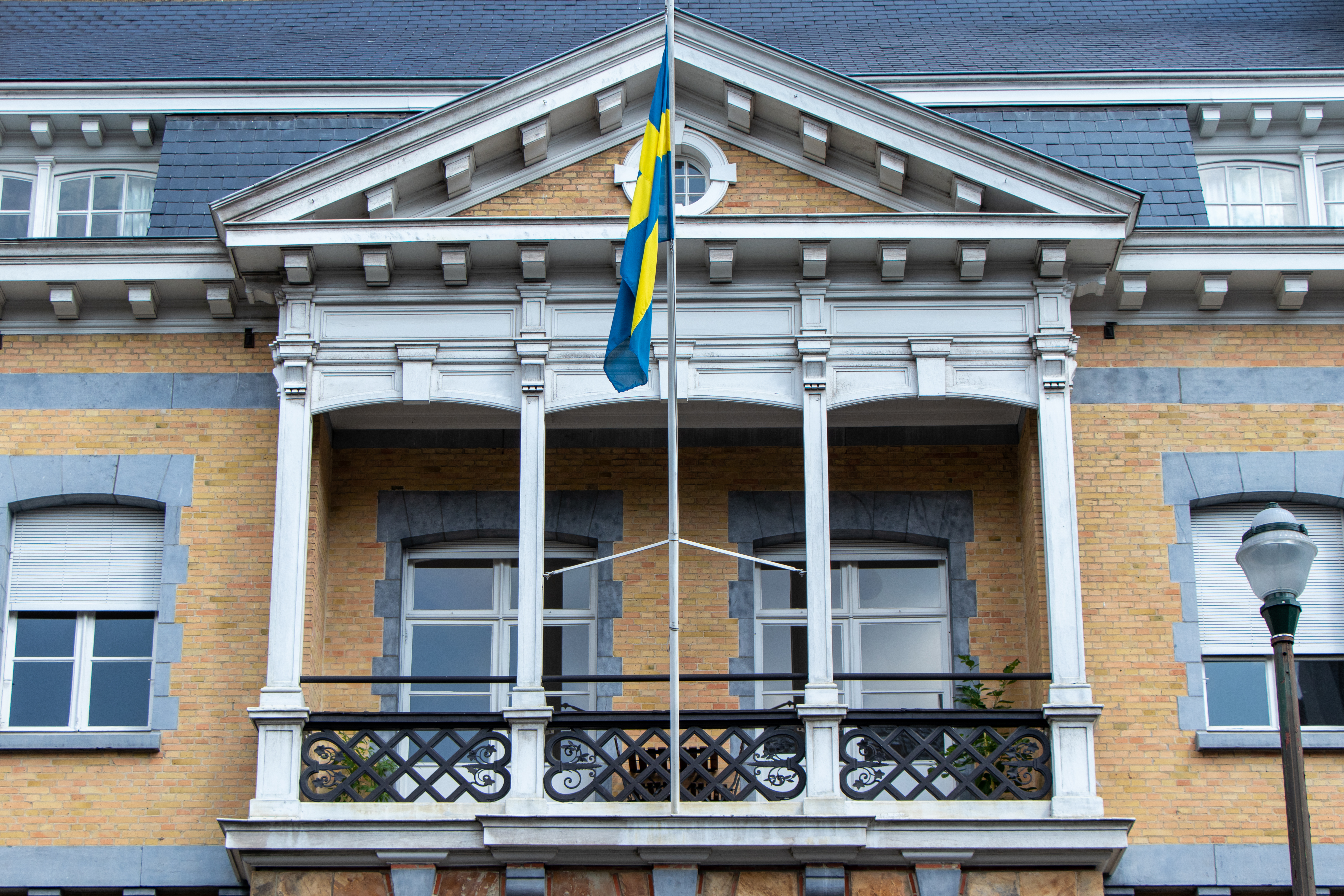
Loggia
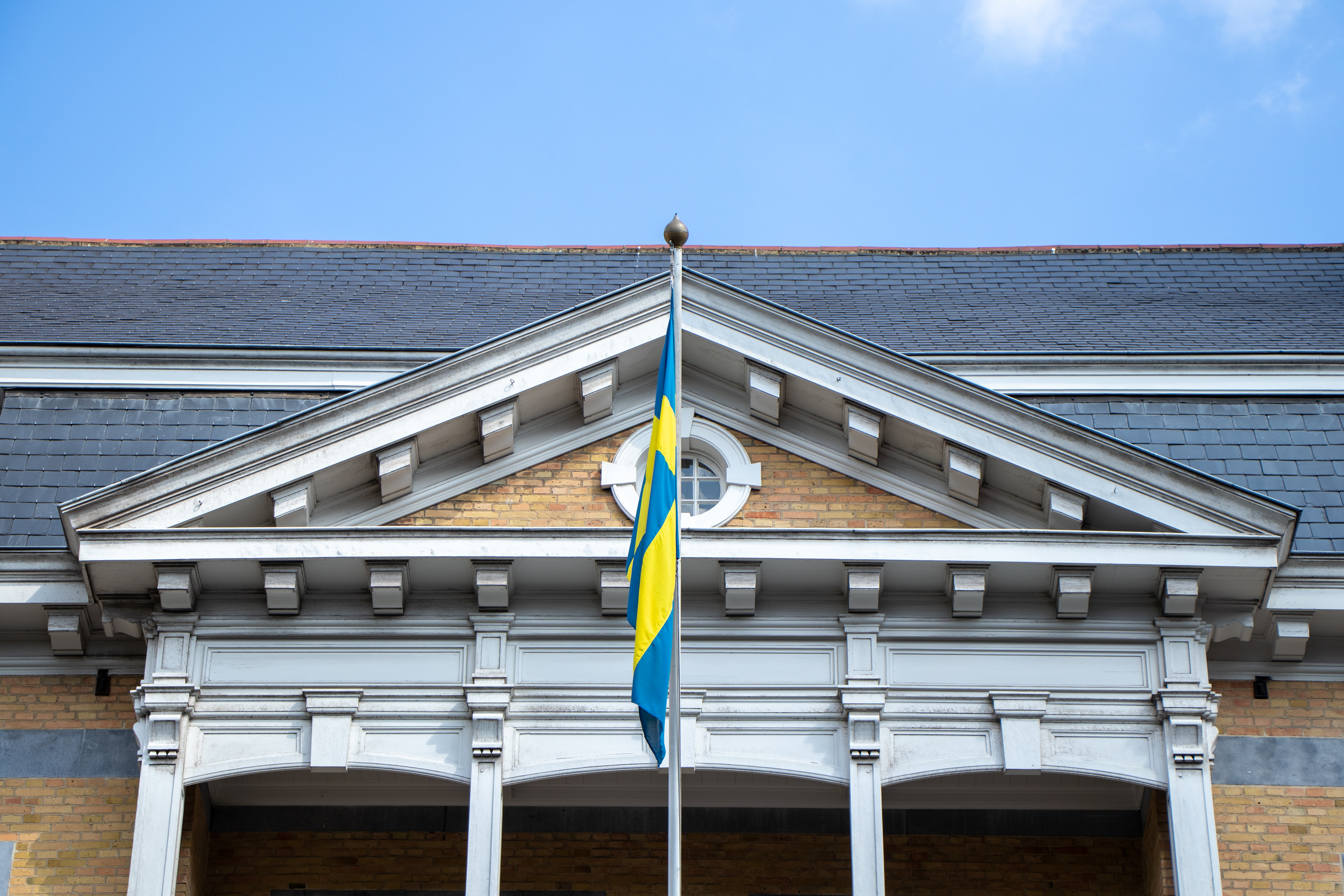
Fronton
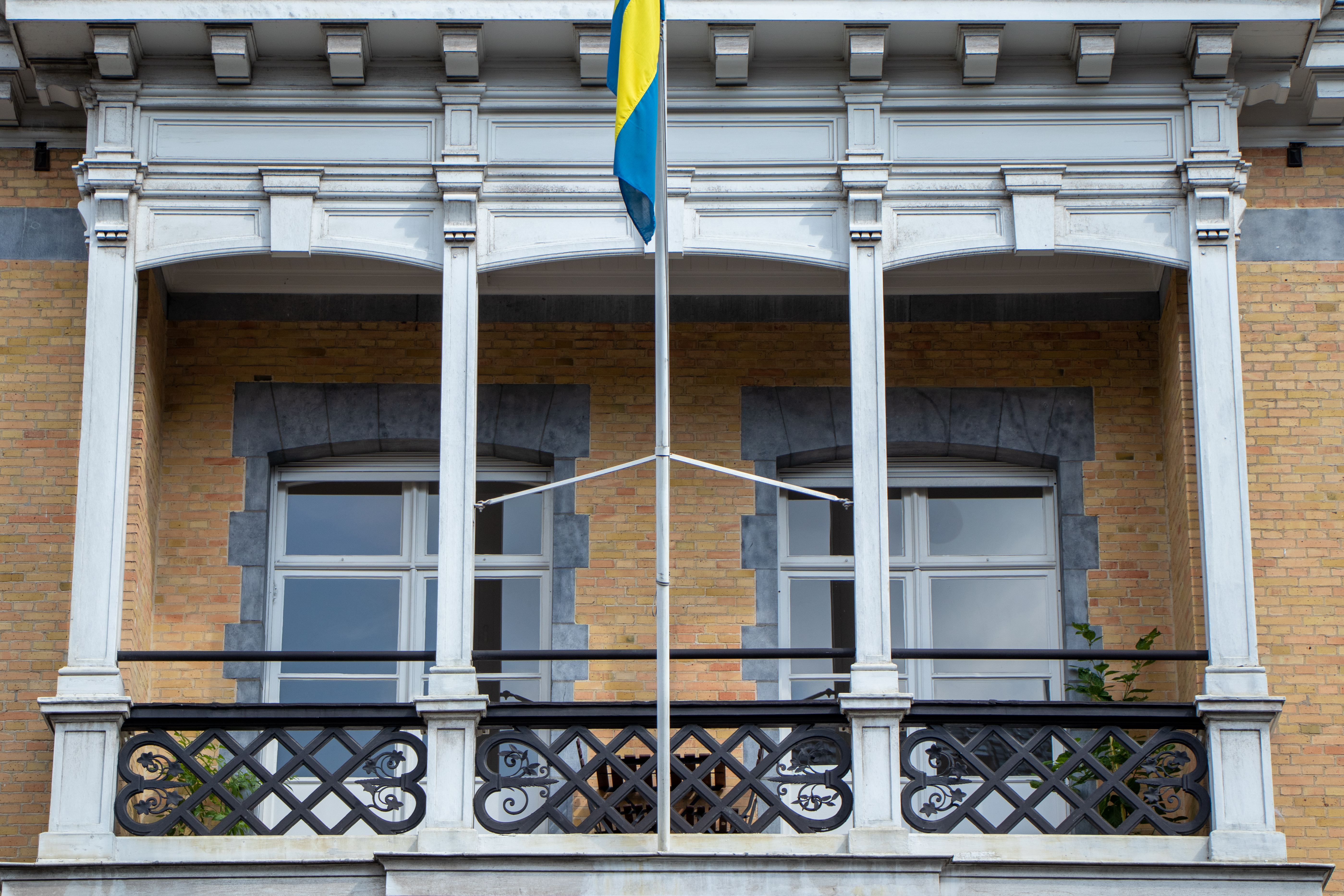
Partie inférieure de la loggia
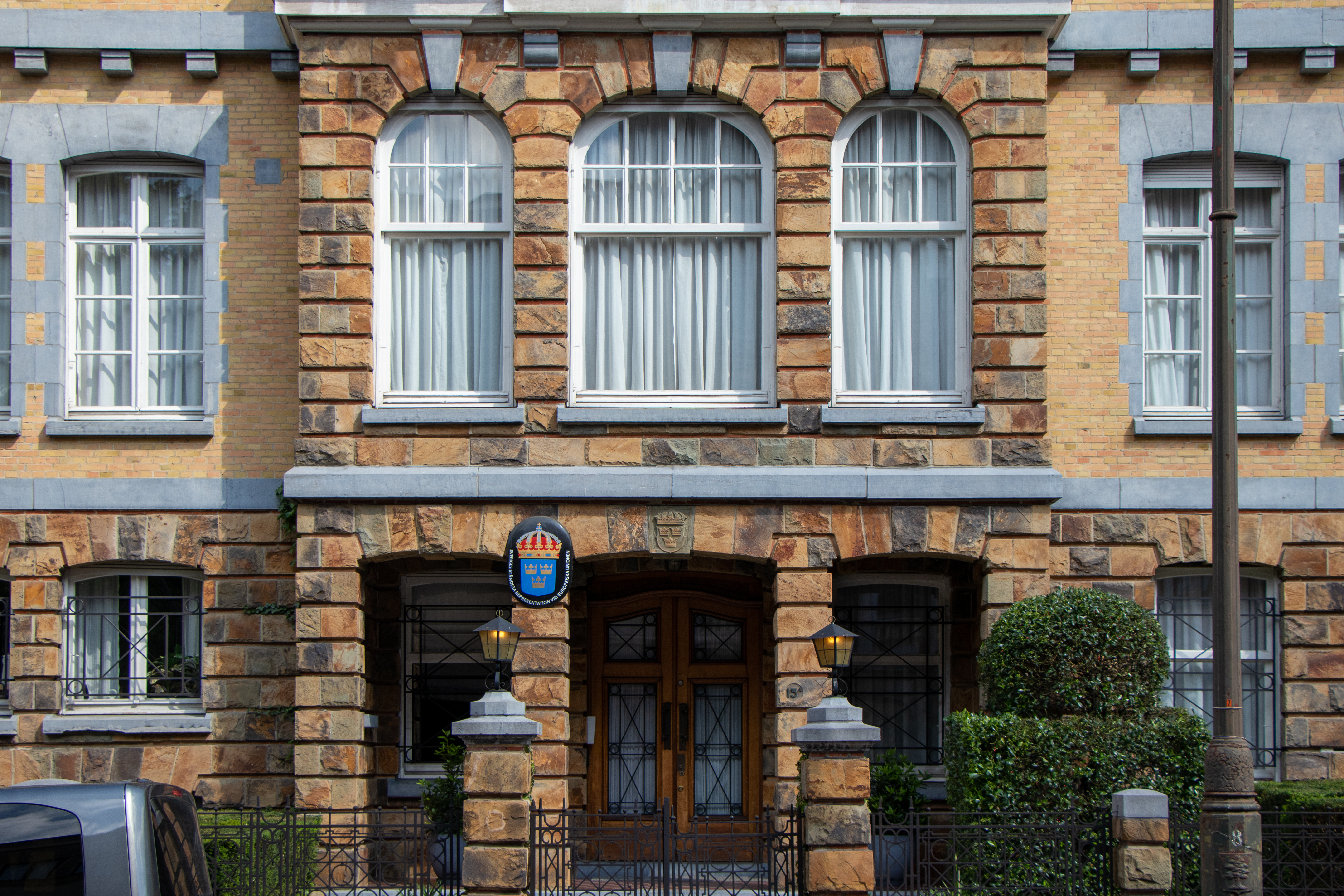
Partie centrale en saillie
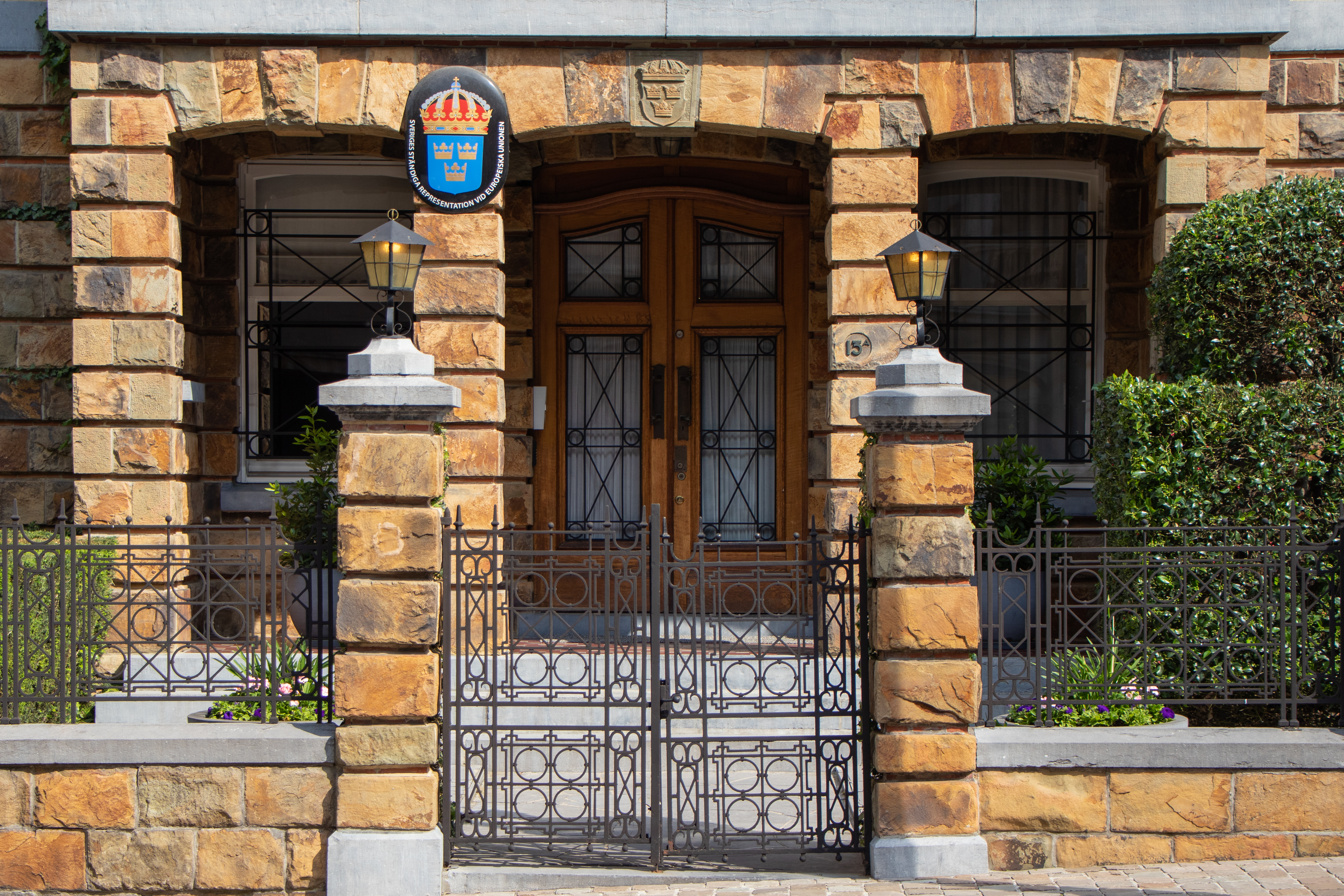
Porche d'entrée